# Super Happy Forever
Super Happy Forever is een Japans-Franse komische dramafilm uit 2024, geregisseerd en mede geschreven door Kohei Igarashi. De hoofdrollen worden vertolkt door Hiroki Sano en Yoshinori Miyata.

## Verhaal
Sano keert in augustus 2023 samen met zijn beste vriend Miyata terug naar de Japanse kuststad waar ze vijf jaar eerder ook verbleven. In 2018 leek het alsof de twee vrienden nog al de tijd van de wereld hadden. Maar Sano ontmoette tijdens die zorgeloze vakantie Nagi, een vrolijke jonge vrouw met wie hij later zou trouwen. Onlangs overleed ze echter onverwacht in haar slaap.

## Rolverdeling
| Acteur           | Personage |
| ---------------- | --------- |
| Hiroki Sano      | Sano      |
| Yoshinori Miyata | Miyata    |

## Productie
Kohei Igarashi werkt voor zijn vierde speelfilm opnieuw samen met de Franse filmmaker Damien Manivel, die deze maal als editor en coproducent fungeert. De film werd geproduceerd door MLD Films en Nobo LLC production. De producenten zijn Makoto Oki, Yusaku Emoto, met Martin Bertier en Damien Manivel als coproducenten.

## Release en ontvangst
Super Happy Forever ging op 28 augustus 2024 in première op het Filmfestival van Venetië in de Giornate degli Autori-sectie.

## Prijzen en nominaties
De belangrijkste:
| Jaar | Prijs          | Categorie                  | Genomineerde(n) | Uitslag  |
| ---- | -------------- | -------------------------- | --------------- | -------- |
| 2024 | Film Fest Gent | Grand Prix voor Beste Film | Kohei Igarashi  | Gewonnen |